# Georgios Kartalis
Georgios Kartalis (griechisch Γεώργιος Καρτάλης, * 1908 in Athen; † 27. September 1957 in London) war ein sozialdemokratischer griechischer Politiker.

## Jugend und Ausbildung
Kartalis entstammte einer prominenten Familie aus Volos, die eine wichtige Rolle bei der Befreiung Thessaliens gespielt hatte. Sein gleichnamiger Großvater war von 1883 bis 1891 der erste Bürgermeister von Volos.
Kartalis wuchs in Genf auf, wo er die Sekundarstufe abschloss, und schrieb sich 1925 an der ETH Zürich ein. Im folgenden Jahr wechselte er das Fach und studierte Wirtschaftswissenschaften an der Universität München und an der Universität Leipzig. Von 1930 bis 1932 studierte er an der London School of Economics Volkswirtschaft und Soziologie. 1932/1933 besuchte er Kurse am Institut für Weltwirtschaft in Kiel, parallel dazu beschäftigte er sich mit Mathematik.

## Politische Laufbahn bis 1941
1933 kehrte Kartalis nach Volos zurück, um nach dem plötzlichen Tod seines Onkels Konstantin den Vorsitz der örtlichen Partei zu übernehmen. Im folgenden Jahr kandidierte er im Alter von nur 26 Jahren als Bürgermeister von Volos, verlor aber knapp. Er wurde jedoch bei den Wahlen im Juni 1935 für die Volkspartei ins griechische Parlament gewählt und erhielt sofort das Amt des Staatssekretärs für Wirtschaft im Kabinett Panagis Tsaldaris und einige Monate später das Ministerium für Arbeit im Kabinett Georgios Kondylis. In der kurzen Zeit in diesem Amt trug er wesentlich zur Kodifizierung des Arbeitsrechts und dessen Anpassung an internationale Konventionen bei.
Die Diktatur von Ioannis Metaxas führte zum Bruch mit der royalistischen Tradition der Familie. Kartalis wurde zum politischen Anhänger der Republik, offen für neue Ideen und moderne ideologische Strömungen seiner Zeit. Er beteiligte sich an mehreren Initiativen gegen die Diktatur. Mit dem Ausbruch des griechisch-italienischen Krieges meldete er sich als Freiwilliger in die Armee.

## Widerstand
Nach der deutschen Besetzung Griechenlands gründete Kartalis im November 1942 zusammen mit Oberst Dimitrios Psarros die Widerstandsorganisation EKKA, deren politischer Kopf er war. Damit sollte eine Widerstandsorganisation außerhalb der kommunistischen EAM/ELAS aufgebaut werden. Nach der von Kartalis verfassten Satzung der EKKA wurde für die Nachkriegszeit in Griechenland eine demokratische Republik angestrebt und ein Konzept der „Vergesellschaftung“, im Gegensatz zur „Verstaatlichung“ befürwortet.
Nachdem die EAM im Mai 1943 bereits die Entwaffnung des „Evzonen-Regiments 5/42“, des militärischen Arms der EKKA, erzwungen hatte, gelang es Kartalis in hartnäckigen Verhandlungen mit EAM/ELAS und EDES mit Unterstützung der Briten, eine Übereinkunft der Rebellenorganisationen zu erreichen, die der EKKA den Wiederaufbau des Regiments ermöglichte. Dies verschaffte Kartalis eine nicht unbedeutende Position bei Verhandlungen mit Briten und der griechischen Exilregierung in Kairo. Auch nachdem das Regiment 5/42 im April 1944 von der ELAS aufgerieben und Oberst Psarros getötet worden war, nahm Kartalis als Repräsentant der EKKA noch an der Libanon-Konferenz über die Nachkriegsordnung in Griechenland teil.

## Nachkriegszeit
Mehreren Nachkriegsregierungen gehörte er als Minister mit verschiedenen Geschäftsbereichen an: Der Regierung des Ministerpräsidenten Georgios Papandreou als Minister für Presse und Information und, wenige Tage nach deren Rückkehr aus dem Exil in Kairo nach einem Konflikt mit dem Premierminister wegen des Beharrens auf der Auflösung der Sicherheitsbataillone und seiner festen antimonarchistische Position aus diesem Ministerium entlassen, als Minister ohne Geschäftsbereich, dem Kabinett Themistoklis Sofoulis als Versorgungsminister und den Regierungen von Nikolaos Plastiras als Finanzminister und Koordinationsminister. Insbesondere seine Arbeit als Finanz- und Koordinationsminister, durch die die Grundlagen der wirtschaftlichen und fiskalischen Konsolidierung für das Wirtschaftswachstum und die Stabilität der 1950er und 1960er Jahre gelegt wurden, gilt als erfolgreich.
Kartalis gründete mit Alexandros Svolos die Demokratische Partei des werktätigen Volkes. Nachdem er 1953 nicht wieder ins Parlament gewählt worden war, wurde er ab 1954 Bürgermeister von Volos, bis er 1956 erneut als Abgeordneter ins Parlament einzog.
Kartalis verstarb im Alter von 48 Jahren an Herzversagen. Noch nach über 50 Jahren nach seinem frühen Tod wurde er als besonders befähigter Politiker gerühmt.

## Quelle
- Ta Nea online vom 15. Januar 2000: „Georgios Kartalis: der Politiker, der von seiner Epoche verkannt wurde“
- Kathimerini vom 27. September 1957, Nachruf